# Каррара (родовище)

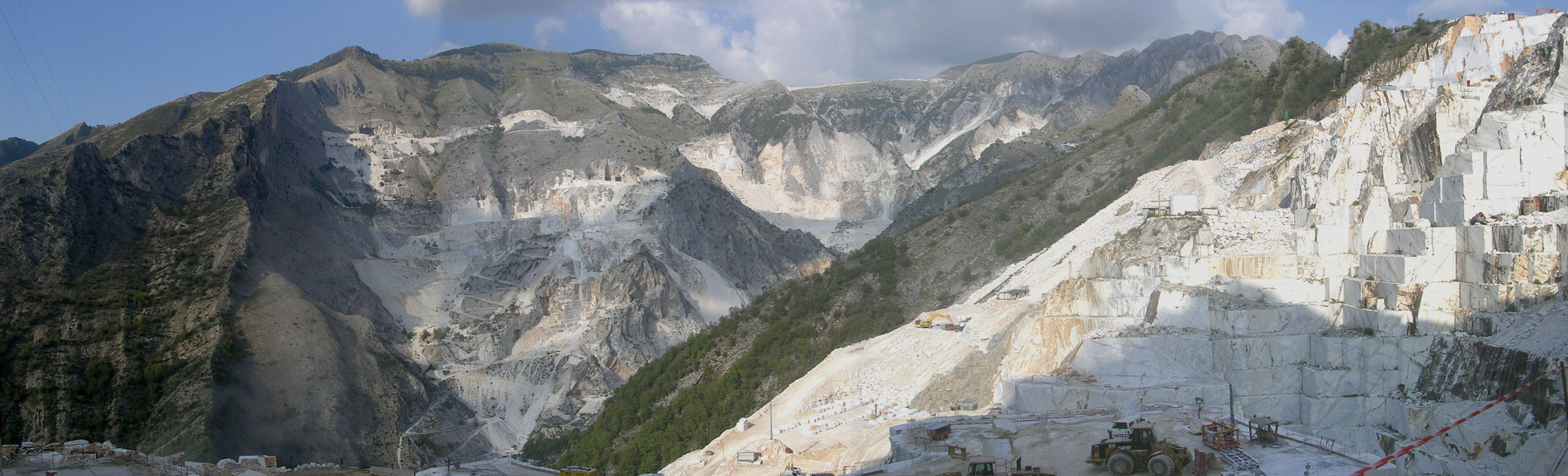
Каррара, підніжжя Апуанських Альп

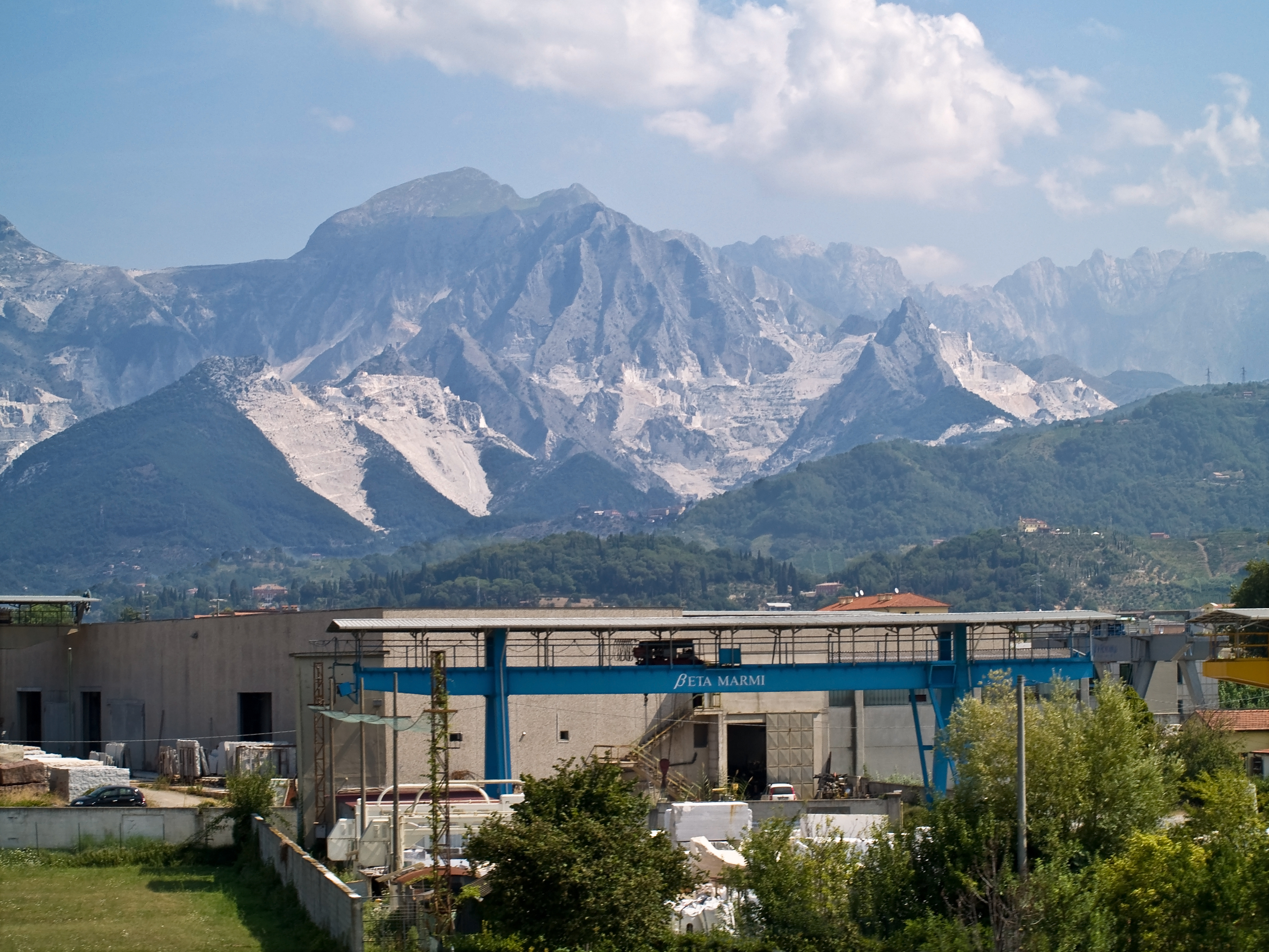

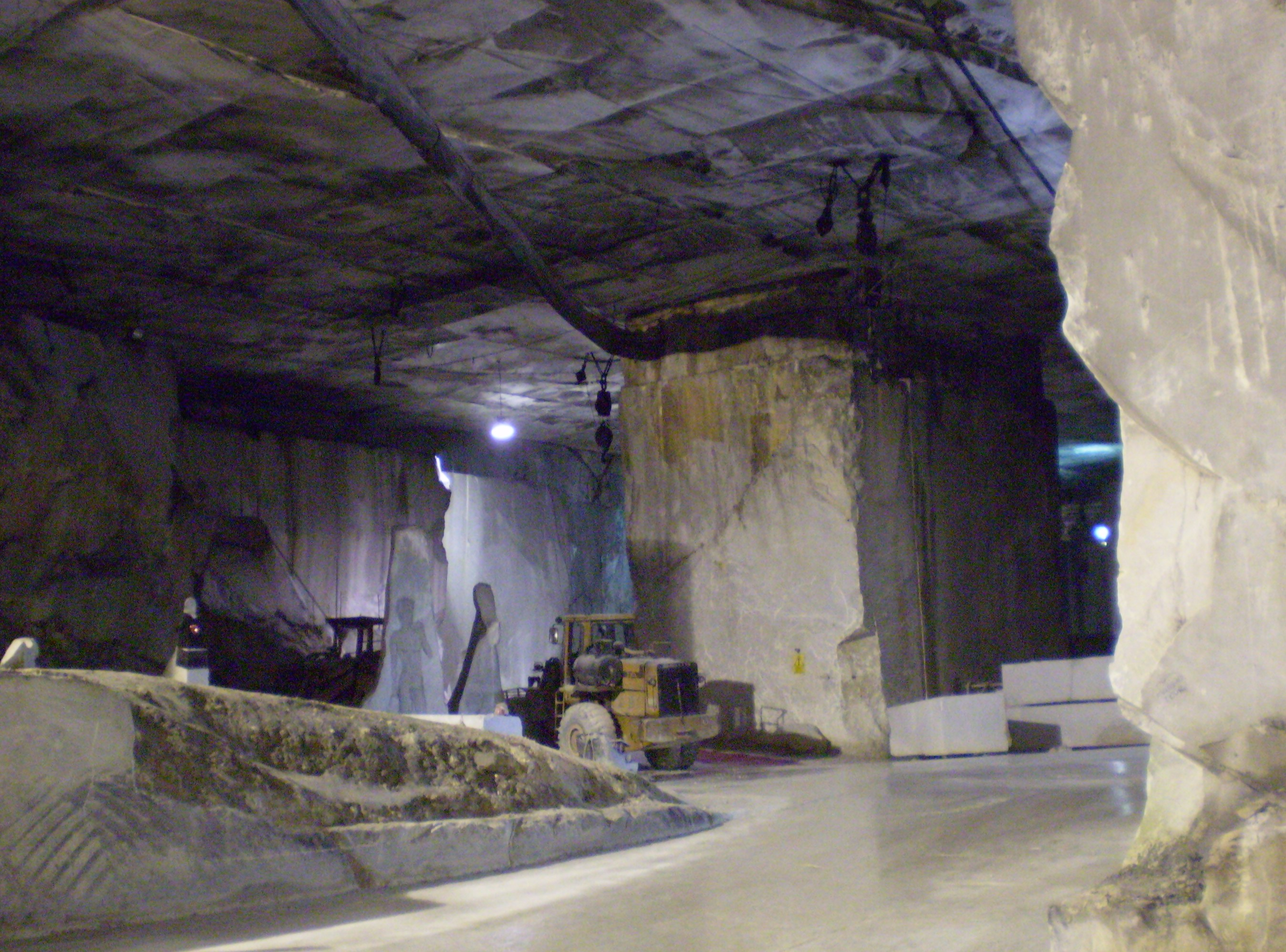

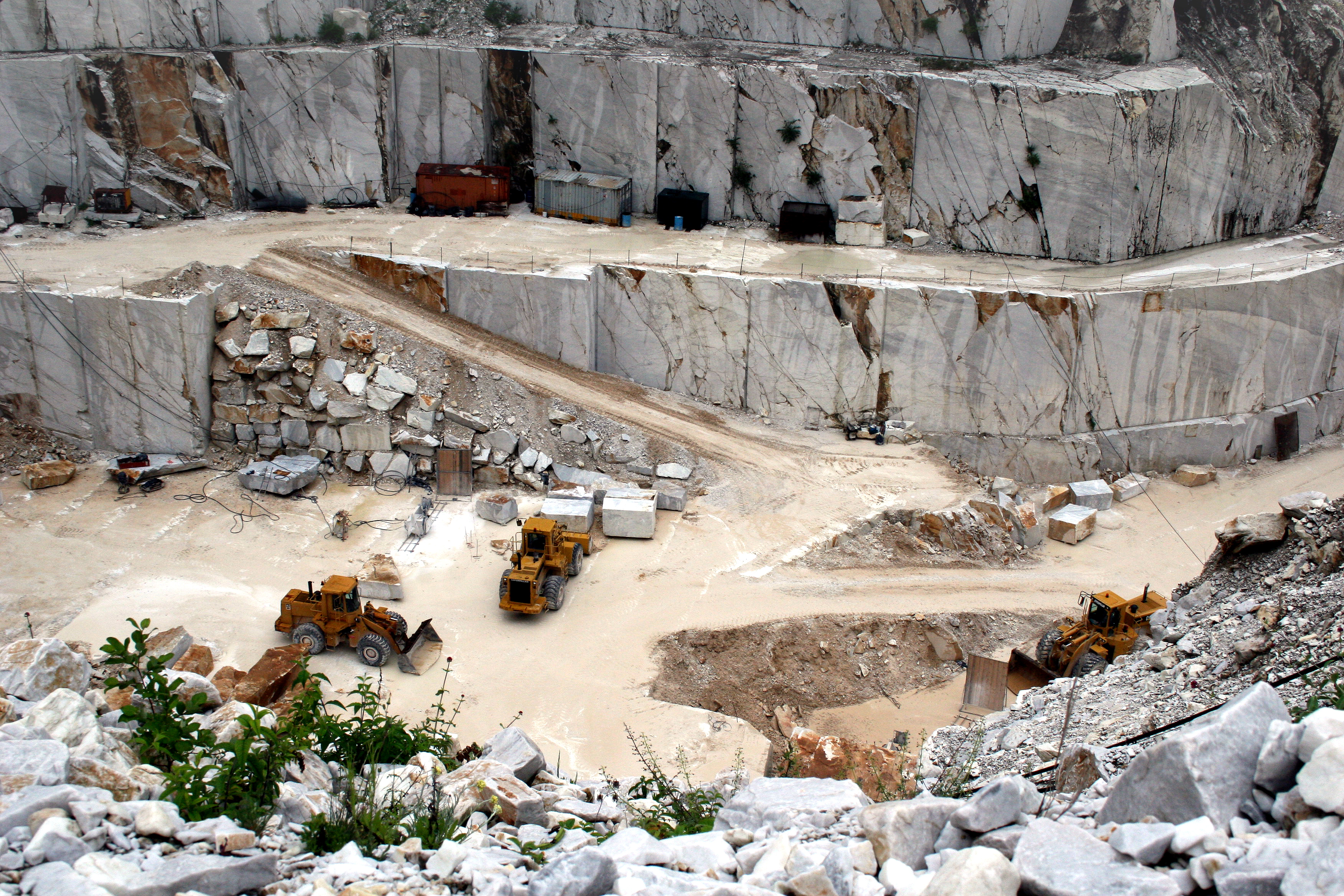

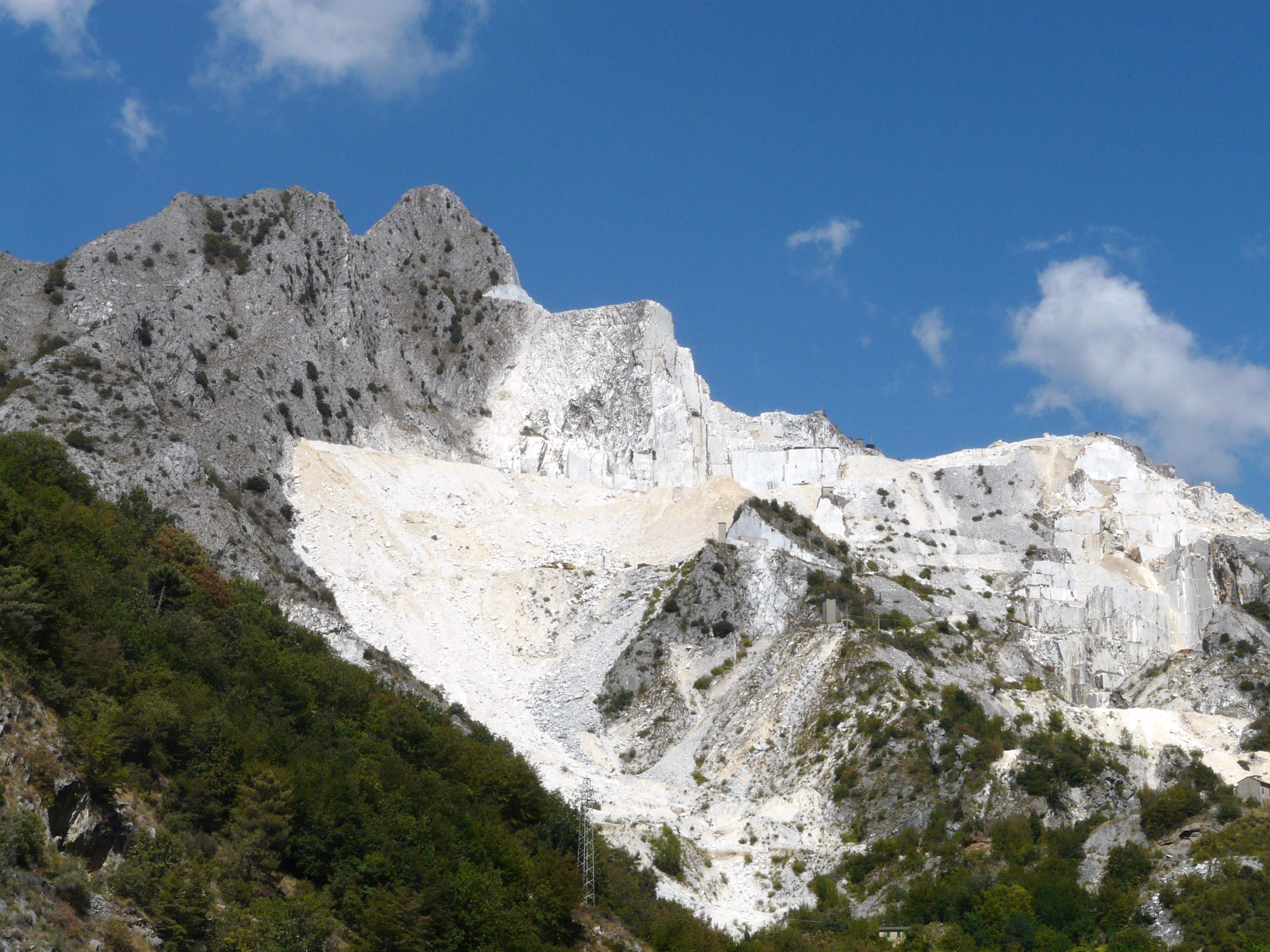

Каррара (Carrara) — узагальнена назва групи найбільших у світі родовищ мармуру, що знаходяться на заході Італії, біля м. Каррара, підніжжя Апуанських Альп.

## Історія
Розробки каррарського мармуру розпочалися в епоху Давнього Риму. Мармур використовували для спорудження Пантеону, піраміди Цестія, храму Аполлона. Новий етап розробки каррарського родовища розпочався у XIII ст. і досяг найбільшого розвою в епоху Відродження.
У 1570 р. в каменоломнях Каррари вперше використали порох. Імовірно, що це взагалі був перший випадок застосування вибуху з метою видобування корисних копалин.

## Характеристика
Корисна товща складена юрськими глибоко метаморфізованими породами. Розрізняють понад 20 комерц. видів високосортного каррарського мармуру, серед яких: чисто-білі «біанко каррара уніто», «біанко арні», білі з прожилками «біанко венато», «калакатта», смугастий «паоназетто», сірий «бардільо карра кіаро», темно-сірий «бардільєтто», сіро-зелений «нуволато апуано», жовтий «кремо делікато» та ін. Особливо цінуються статуарні сорти типу «статуаріо венато» і «статуаріо раваккіоне».

## Технологія розробки
На родов. К. діє понад 400 кар'єрів блокового мармуру і дек. сотень каменеобробних підприємств. Більшість кар'єрів К. — високомеханізов. гірн. підприємства, оснащені сучас. обладнанням для підготовки до виїмки, виїмки і транспортування блоків (алмазно-канатні пилки, станки для буріння, гідроклінові установки, деррики-крани, автоблоковози тощо.